# 527 v. Chr.
Portal Geschichte | Portal Biografien | Aktuelle Ereignisse | Jahreskalender | Tagesartikel

◄ |
7. Jahrhundert v. Chr. |
6. Jahrhundert v. Chr. |
5. Jahrhundert v. Chr. |
►

◄ | 540er v. Chr. | 530er v. Chr. | 520er v. Chr. | 510er v. Chr. |
500er v. Chr. |
►

◄◄ | ◄ | 530 v. Chr. | 529 v. Chr. | 528 v. Chr. | 527 v. Chr. |
526 v. Chr. |
525 v. Chr. |
524 v. Chr. |
► |
►►

## Ereignisse
- 528/527 v. Chr.: Nach dem Tod des Peisistratos führen seine Söhne Hippias und Hipparchos die Peisistratiden-Tyrannis in Athen fort.

## Gestorben
- um 527/425 v. Chr.: Mahavira, indischer Religionsgründer des Jainismus (* um 599 v. Chr./497 v. Chr.)
- 528/527 v. Chr.: Peisistratos, athenischer Politiker, Tyrann von Athen (* um 600 v. Chr.)